# Chloreuptychia
Genre
Chloreuptychia est un genre néotropical de lépidoptères (papillons) de la famille des Nymphalidae et de la sous-famille des Satyrinae.

## Systématique
Le genre Chloreuptychia a été décrit par l'entomologiste allemand Walter Forster en 1964.
Son espèce type est Papilio chloris Cramer, [1780], qui est un synonyme de Chloreuptychia chlorimene (Hübner, [1819]).

## Liste des espèces
D'après FUNET Tree of Life (13 avril 2019) :
- Chloreuptychia agatha (Butler, 1867) — Équateur, Colombie, Brésil.
- Chloreuptychia callichloris (Butler, 1867) — Brésil.
- Chloreuptychia catharina (Staudinger, [1886]) — Pérou.
- Chloreuptychia chlorimene (Hübner, [1819]) — Équateur, Suriname, Guyane.
- Chloreuptychia herseis (Godart, [1824]) — Brésil, Pérou, Suriname, Guyana, Guyane.
- Chloreuptychia hewitsonii (Butler, 1867) — Équateur, Brésil, Suriname, Guyane.
- Chloreuptychia marica (Weymer, 1911) — Équateur, Pérou.
- Chloreuptychia sericeella (Bates, 1865) — Guatemala.
- Chloreuptychia tolumnia (Cramer, 1777) — Brésil, Suriname, Guyane.

Par ailleurs, l'espèce anciennement appelée Chloreuptychia arnaca a été placée dans un nouveau genre (Amiga Nakahara, Willmott & Espeland, 2019) et s'appelle maintenant Amiga arnaca (Fabricius, 1776).

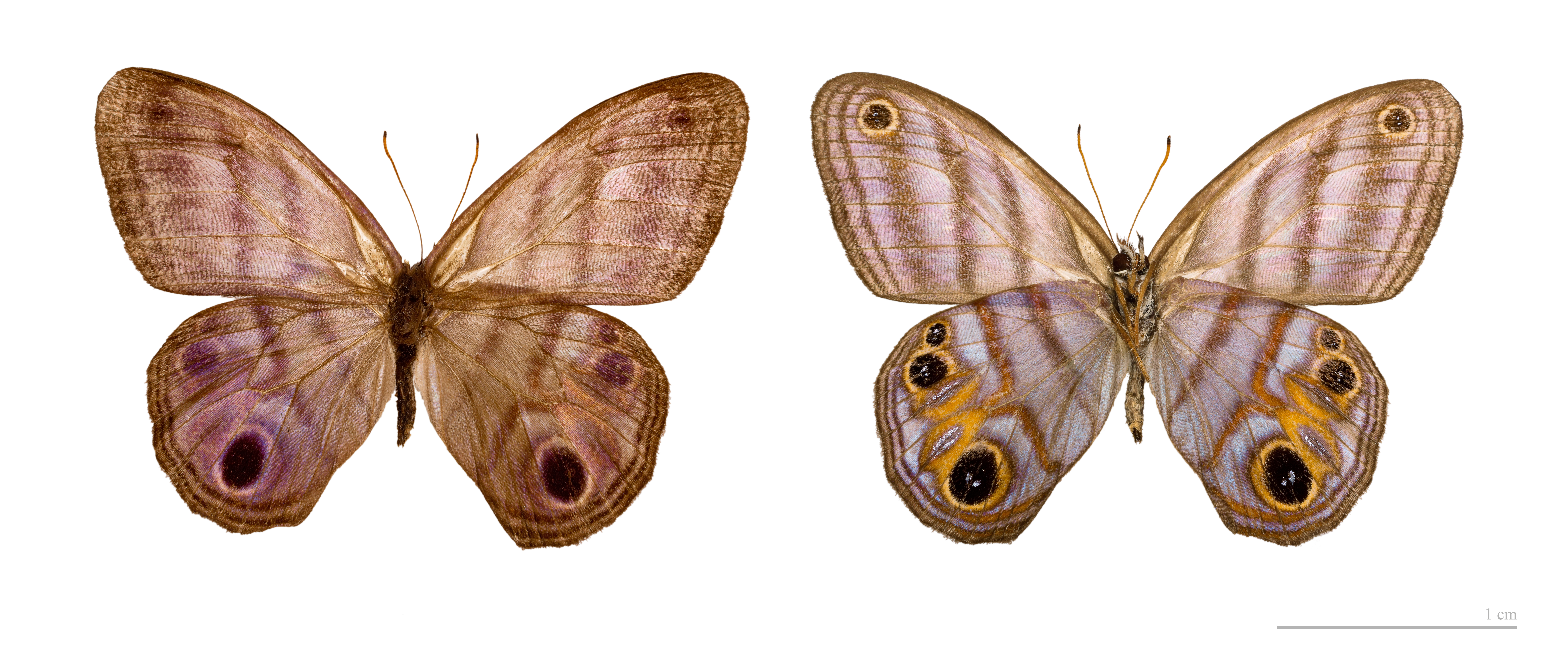
Chloreuptychia herseis — coll. MHNT.
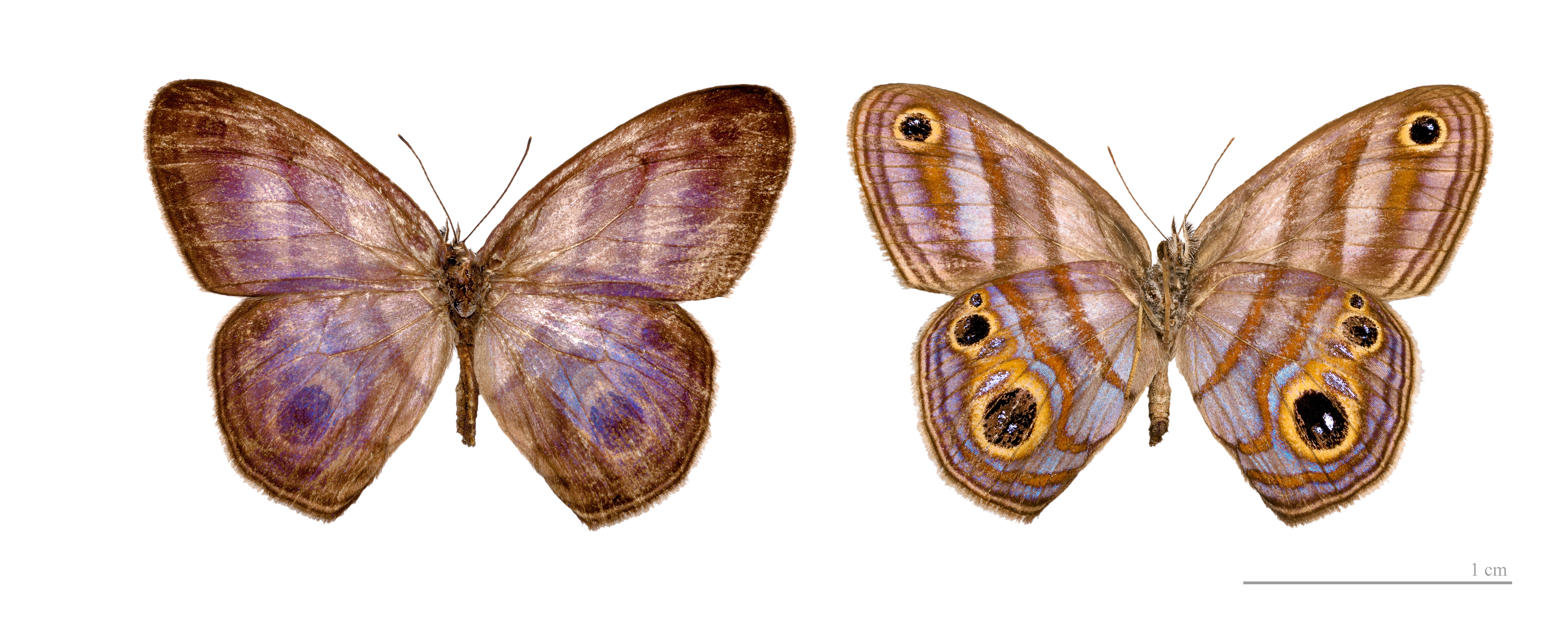
Chloreuptychia hewitsonii — coll. MHNT.